# Gallizismus
Ein Gallizismus (gelegentlich auch Gallismus) ist eine aus dem Französischen übernommene Spracheigenheit, meistens ein Wort, aber manchmal auch ganze Sätze und Wendungen. Es gibt darunter auch Wörter, die letztlich nicht aus dem Französischen, sondern aus anderen Sprachen stammen, für die das Französische also als Vermittlersprache wirkt. Eine besondere Form sind Scheingallizismen, die nur so aussehen, als entsprächen sie direkt französischen Vorbildern. Bemerkenswert sind auch Mischformen wie jemandem die Cour machen für jemandem den Hof machen aus faire la cour.

## Gallizismen im Deutschen
Die Entlehnungen aus dem Französischen sind im Deutschen nach den Latinismen die zweitgrößte Gruppe (jedoch ist es meist strittig, ob ein Wort aus dem Französischen als Vermittlersprache oder direkt aus dem Lateinischen kommt, es kann gemäß manchen Zählungen auch das Französische an erster und das Lateinische an dritter Stelle stehen); sie haben den deutschen Wortschatz in erheblichem Maße beeinflusst. Die Entwicklung der Gallizismen folgt dem Piotrowski-Gesetz / Sprachwandelgesetz.
Beispiele für Gallizismen:
- L’art pour l’art
- Honi soit qui mal y pense
- Rien ne va plus
- à propos
- Engagement – Ingenieur – Journalist
- Pompfüneberer nach pompe funèbre: Österr. Ausdruck für Bestatter

Als Beispiel für ein Wort, das aus dem Französischen übernommen wurde, aber letztlich nicht aus dem Französischen stammt, kann man Café/Kaffee nennen; das Wort stammt laut Kluge aus dem Arabischen und ist über das Türkische, Italienische und Französische ins Deutsche gekommen. Das Französische ist in diesem Fall nicht die Herkunftssprache, sondern eine der beteiligten Vermittlersprachen.
Mit Scheingallizismus bzw. „französisierende Bildung“ werden Wörter bezeichnet, die aus dem Französischen zu kommen scheinen, im französischen Sprachraum aber unbekannt sind. Beispiele dafür sind Begriffe wie Blamage, Friseur, Gardine, Staffage oder Takelage.

## Pluralform von Gallizismen im Deutschen
| Singular   | Plural      |
| ---------- | ----------- |
| der Marsch | die Märsche |

Wenn man die Pluralbildung von maskulinen und neutralen Entlehnungen aus dem Französischen genau beobachtet, stellt man fest, dass die Pluralmarkierungen (Umlaut +) „-e“ und „-s“ für monosyllabische maskuline und neutrale Nomen geeignet sind. Daran fällt auf, dass das Pluralmorphem „-s“ bei Maskulina und Neutra öfter vorkommt als das Pluralsuffix (Umlaut +) „-e“. Auffällig ist, dass die Umlautung des Stammvokals mit dem Pluralmorphem „-e“ nur in vier Fällen auftritt, nämlich in der Ball - die Bälle, der Marsch - die Märsche, der Platz - die Plätze, der Rang - die Ränge. Die vorliegenden vier Substantive sind phonotaktisch dem System der deutschen Sprache angepasst.
Polysyllabische neutrale und maskuline Entlehnungen aus dem Französischen mit stammauslautendem Pseudosuffix bilden den Plural gänzlich mit der Nullmarkierung. Eine Umlautung des Stammvokales kommt in keinem Fall vor. Für polysyllabische maskulinen Nomen auf Schwa und mit Derivationssuffix, bei denen es sich um männliche Personenbezeichnungen auf „-ant“ und „-ist“ handelt, kommt die schwache Deklination „-(e) n“ in Betracht, wie bei der Rivale - die Rivalen, der Journalist - die Journalisten, der Astronaut - die Astronauten etc.
Fast allen femininen Entlehnungen wird die Pluralmarkierung -(e)n zugewiesen. Selbst bei den wenigen femininen Nomen, welche den Plural mit -s-Suffigierung bilden, gibt es in mehreren Fällen eine konkurrierende Pluralbildung mit „-(e)n“, wie beispielsweise bei die Creme - die Cremes oder die Cremen, die Chaiselongue - die Chaiselongues oder die Chaiselonguen. Es gibt auch wenige Feminina, die ihren Plural mit -s-Suffigierung bilden, wie bei die Bouillon - die Bouillons.
Zusammenfassend könnte man sagen, dass monosyllabische Maskulina und Neutra, welche aus dem Französischen übernommen wurden, in etwa 70 Prozent der Fälle ihren Plural mit -s-Suffigierung und nur in etwa 30 Prozent mit -e-Plural bilden. Die Bildung von Pluralen durch das Suffix „-s“ bei den aus dem Französischen übernommenen Nomina ist ganz ausgeschlossen. Maskuline und neutrale auf einem Pseudosuffix auslautenden Entlehnungen haben im Plural keine Pluralmarkierung. Die meisten femininen Entlehnungen aus dem Französischen bilden ihren Plural mit der -(e)n-Suffigierung.